# Xorides gracilicornis
Xorides gracilicornis är en stekelart som först beskrevs av Johann Ludwig Christian Gravenhorst 1829.  Xorides gracilicornis ingår i släktet Xorides och familjen brokparasitsteklar. Arten är reproducerande i Sverige.

## Underarter
Arten delas in i följande underarter:
- X. g. nigripes
- X. g. atratus